# Stina Morian
Stina Gertrud Morian, född Andersson 2 mars 1974, är egenföretagare och kommenterar politik regelbundet i Metro. Hon har tidigare varit ledarskribent på Liberala Nyhetsbyrån.

## Biografi
Stina Morian är dotter till Marit Paulsen och gift med Jonas Morian. Hon var ordförande i Liberala studenter 1999 –2001. Hon har även varit förbundsombudsman i Liberala ungdomsförbundet. Stina Morian var 2006 –2011 chefredaktör för Makthavare.se och är sedan 2010 opinionsanalytiker för YouGov.